# منتخب إسرائيل لكرة الماء
منتخب إسرائيل لكرة الماء هو المنتخب الممثل لإسرائيل في رياضة كرة الماء للرجال، شارك في بطولة العالم ثلاث مرات، كانت أولها عام 1973 وحصل على المركز ال16.